# Bor (element)
Borul este un element chimic având simbolul chimic B și numărul atomic 5. Acesta se leagă în majoritatea legăturilor covalent.

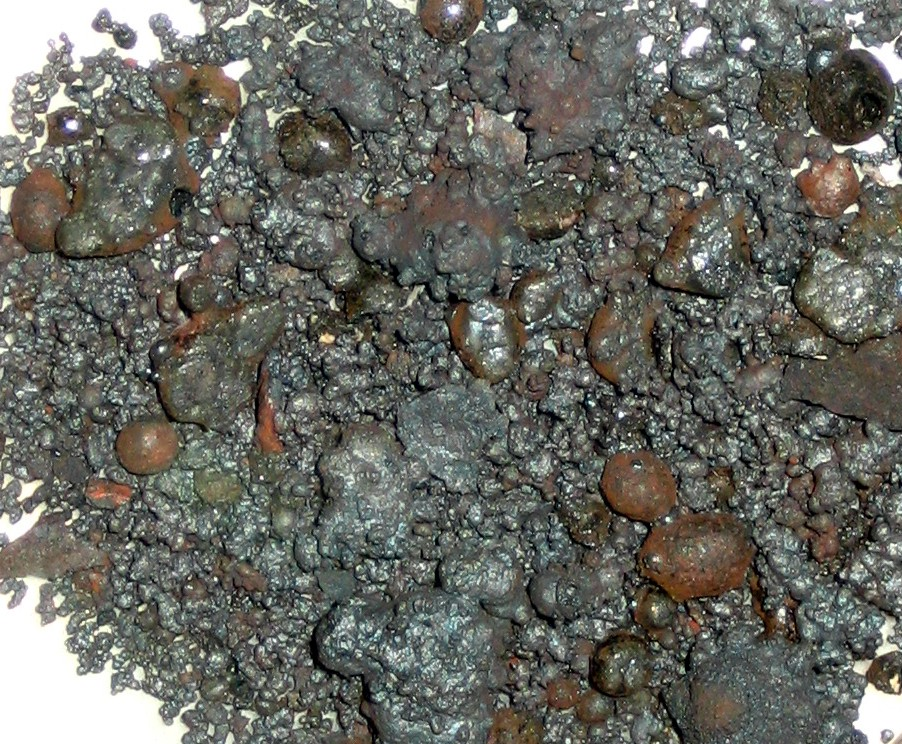
Bor

## Istoric
Borul a  fost descoperit de Humphrey Davy, J. L. Guy-Lussac și L. Y. Thernard în anul 1809; fiind primul element al grupei a III-a, are configurație electronică {\displaystyle 1s^{2}2s^{2}2p^{1}} și seamănă foarte mult cu siliciul în baza regulii similitudinii pe diagonală.
Borul nemetal are conductibilitate electrică de tip semiconductor. Oxizii borului sunt oxizi acizi cu proprietăți refractare, iar cărbunele de bor are o stabilitate chimică foarte mare, fiind dur și refractar, formează numai combinații covalente (XB = 2,04) în care este trivalent și nu monovalent cum ar fi dacă se ia în considerare configurația sa electronică.
Ionul monovalent al borului B+ nu se poate forma deoarece s-ar consuma o energie de ionizare mare, ce nu poate fi acoperită de energia de rețea sau hidratarea ionilor.
Trivalența borului e o consecință a hibridizării sp, când energia legăturii formate cu cei trei orbitali hibrizi sp cu unghiuri între ei de 120° o depășește pe cea a formării covalenței.
Borul are număr atomic 5, masa 10,82, are doi izotopi stabili {\displaystyle ^{10}B} (19%) și {\displaystyle ^{11}B} (81%) și se găsește în natură sub formă de combinații, ca și în plante tehnice cum ar fi bumbacul.

## Structură atomică
Configurația electronică a borului este
| [He] 2s2 2p1 |

## Izotopi
Borul are 14 izotopi, dintre care doar doi sunt stabili: B-10 și B-11, radioizotopul cel mai stabil fiind B-12 cu un timp de înjumătățire de 20,2 milisecunde prin dezintegrare beta negativă.

## Proprietăți

### Proprietăți fizice
Borul este un element negricios și sfărămicios ce se găsește sub doi altropi: sub formă cristalină gri și sub formă de praf brun.  Acesta este un conductor slab de electricitate la temperatura camerei și are o absorbție foarte mari de neutroni, făcându-l ideal pentru tijele de control nuclear.

### Proprietăți chimice
Aproape toți compușii borului sunt legați covalent, având și câteva hibridizări sp.

## Compuși
Nitrura cubică de bor este un compus abraziv, aproape la fel de rezistent ca diamantul, unele studii arătând că forma alternativă a nitrurii de bor, wurtiza, este mai dură ca diamantul.
Un alt compus dur al borului este carbura de bor, folosit în vestele din antiglonț.

## Răspândire
Borul este puțin răspândit în scoarța pământului (0,014%), cel mai cunoscut mineral fiind turmalina (boroaluminosilicat complex).
| Formula chimică                                              | Molecula | Nume       | Observații                                                                                       |
| ------------------------------------------------------------ | -------- | ---------- | ------------------------------------------------------------------------------------------------ |
| {\displaystyle Na_{2}B_{4}O_{7}\cdot 10H_{2}O}               |          | Borax      |                                                                                                  |
| {\displaystyle Na_{2}B_{4}O_{7}\cdot 4H_{2}O}                |          | Kernit     |                                                                                                  |
| {\displaystyle CaB_{4}O_{7}\cdot 4H_{2}O}                    |          | Borocalcit |                                                                                                  |
| {\displaystyle CaB_{3}O_{4}\left(OH\right)_{3}\cdot 3H_{2}O} |          | Colemanit  |                                                                                                  |
| {\displaystyle H_{3}BO_{3}}                                  |          | Acid Boric | Se formează în scoarță prin descompunerea silicaților cu apă caldă, fiind exploatat în industrie |

## Producere
În stare pură se află sub formă de cristale negre, cenușii și există în două modificații aleotropice: cristalizat (Å = 2,54) și amorf (Å = 2,45)
Borul este indiferent față de apă și aer, la încălzire manifestă o activitate chimică înaltă. Reacționează cu clorul la 400°C, cu bromul la 700°C și la peste 900°C cu azotul, iar combinându-se cu carbonul rezultă o substanță mai tare decât diamantul; se folosește în fabricarea oțelurilor speciale (ferobor) a diferitelor aliaje cu wolfram, cupru și crom. La trecerea de la aluminiu la galiu, razele atomice cresc foarte puțin comparativ cu creșterea observată în trecerea de la bor la aluminiu, în timp ce potențialul primar de ionizare explică răspândirea în natură a borului. Se caracterizează prin deficiența de electroni la atomul central; tendința de a-și completa octetul de electroni sau de a utiliza orbitali p vacanți se poate face astfel:
- formarea unei duble legături p-p între atomi și o pereche de electroni neparticipanți
- formarea legăturilor de tricentre: {\displaystyle B0_{2}H_{6}}, {\displaystyle Al_{2}Cl_{6}}, {\displaystyle Al_{2}CH_{3}}
- complexare cu donori de electroni (legăturile de trei electroni sunt mai slabe decât cele de doi electroni)

Cu molecule sau anioni se fac complecși în care borul are numărul de coordinație 4, borul nu face cationi trivalenți, astfel nu se știu săruri ale borului cu oxiacizii: sulfați și azotați. Fosfatul de bor ({\displaystyle BPO_{4}}) nu este o sare, ci un oxid mixt covalent cu structură cristalină identică cu a cristobalitei, arsenatul de bor ({\displaystyle BAsO_{4}}) cristalizează în rețeaua cuart.

### Preparare în laborator
Se obține prin două metode industriale: 
1. reducerea anhidridei borice cu magneziu sau sodiu;
2. reducerea clorului de bor în curent de hidrogen, folosindu-se arcul electric între 1200-14000C

După starea lui structurală, borul cristalin în stare pură se obține greu datorită reactivității mari, dar borul amorf, negru se obține prin reducerea metalotermică a boraților.
{\displaystyle Na_{2}B_{2}O_{7}+2HCl\to H_{2}BO_{3}+2NaCl}
{\displaystyle 2H_{2}BO_{3}\to B_{2}O_{3}+3H_{2}O}
{\displaystyle 2B_{2}O_{3}\to 4B+3O_{2}\uparrow }
Astfel se obține Bor de puritate 95-98%.

## Utilizare
Borul în formă pură nu are multe aplicații, datorită că e un metal fărămicios. În principal se găsește în detergenții pe bază de borax.  Alții compușii ai acestuia, precum nitrura de bor este folosită la frazele de tăiat, iar acidul boric are multe întrebuințări de la înălbitor la pesticid. De asemenea borul mai este folosit și pentru legarea polimerilor din plastilină.

## Rolul elementului în biologie
La plante are rol in metabolismul glucidic, în sinteza acizilor nucleici și a fitohormonilor.
Anumite studii demonstrează și esențialitatea acestuia asupra organismului uman, contribuind în reglarea nivelului de calciu și magneziu din organism